# Igor Siemszow
Igor Pietrowicz Siemszow (ros. Игорь Петрович Семшов, ur. 6 kwietnia 1978 w Moskwie) – rosyjski piłkarz grający na pozycji ofensywnego pomocnika.

## Kariera klubowa
Siemszow urodził się w Moskwie. Piłkarską karierę rozpoczął w klubie CSKA Moskwa, gdzie najpierw występował w drużynach młodzieżowych, a w 1996 roku zadebiutował w Premier Lidze. W pierwszej drużynie CSKA spędził 2 lata, jednak nie mogąc wywalczyć miejsca w wyjściowej jedenastce na początku 1998 roku przeszedł do Torpeda Moskwa. Tam od początku występował w wyjściowej jedenastce, a w 1999 roku zajął 4. miejsce w lidze kwalifikując się z Torpedem do Pucharu UEFA. W 2000 roku zajął z tym klubem 3. pozycję, w 2001 – ponownie 4., a kibice wybrali go najlepszym piłkarzem Torpedo w sezonie. W 2002 roku klub po raz kolejny zakończył rok na 4. lokacie, a Siemszowa znów uznano piłkarzem roku drużyny. Tytuł najlepszego zawodnika roku w klubie otrzymywał także w 2003 i 2005, jednak Torpedo nie odnosiło już takich sukcesów jak w poprzednich sezonach. W jego barwach rozegrał łącznie 215 spotkań i zdobył 53 gole stając się jedną z legend klubu. Po jego odejściu w 2006 roku zespół spadł do Pierwszej Dywizji.
Na początku 2006 roku Siemszow podpisał kontrakt z innym moskiewskim klubem, Dinamem Moskwa, do którego trafił za 4,5 miliona euro. W nowym klubie zadebiutował 18 marca w zremisowanym 1:1 meczu z Szynnikiem Jarosławl. Dla Dynama strzelił 6 goli i przyczynił się do utrzymania zespołu w Rosyjskiej Premier Lidze.
W 2009 roku Siemszow został piłkarzem Zenitu Petersburg. Grał w nim przez jeden sezon i na początku 2010 roku wrócił do Dinama.
W 2013 trafił do Krylii Sowietow. W 2014 zakończył karierę.
| Sezon   | Klub                   | Kraj  | Rozgrywki     | Mecze | Bramki |
| ------- | ---------------------- | ----- | ------------- | ----- | ------ |
| 1996    | CSKA Moskwa            | Rosja | Priemjer-Liga | 2     | –      |
| 1997    | CSKA Moskwa            | Rosja | Priemjer-Liga | 10    | 1      |
| 1998    | Torpedo Moskwa         | Rosja | Priemjer-Liga | 25    | 6      |
| 1999    | Torpedo Moskwa         | Rosja | Priemjer-Liga | 28    | 3      |
| 2000    | Torpedo Moskwa         | Rosja | Priemjer-Liga | 18    | 1      |
| 2001    | Torpedo Moskwa         | Rosja | Priemjer-Liga | 28    | 6      |
| 2002    | Torpedo Moskwa         | Rosja | Priemjer-Liga | 28    | 11     |
| 2003    | Torpedo Moskwa         | Rosja | Priemjer-Liga | 29    | 5      |
| 2004    | Torpedo Moskwa         | Rosja | Priemjer-Liga | 30    | 9      |
| 2005    | Torpedo Moskwa         | Rosja | Priemjer-Liga | 29    | 12     |
| 2006    | Dinamo Moskwa          | Rosja | Priemjer-Liga | 28    | 6      |
| 2007    | Dinamo Moskwa          | Rosja | Priemjer-Liga | 28    | 5      |
| 2008    | Dinamo Moskwa          | Rosja | Priemjer-Liga | 29    | 6      |
| 2009    | Zenit Petersburg       | Rosja | Priemjer-Liga | 26    | 6      |
| 2010    | Dinamo Moskwa          | Rosja | Priemjer-Liga | 29    | 5      |
| 2011/12 | Dinamo Moskwa          | Rosja | Priemjer-Liga | 11    | 2      |
| 2012/13 | Dinamo Moskwa          | Rosja | Priemjer-Liga | 18    | 2      |
| 2013/14 | Krylja Sowietow Samara | Rosja | Priemjer-Liga | 14    | 1      |

## Kariera reprezentacyjna
W reprezentacji Rosji Siemszow zadebiutował 17 maja 2002 roku w zremisowanym 1:1 towarzyskim meczu z Białorusią. W tym samym roku został powołany przez Olega Romancewa do kadry na MŚ 2002. Tam był podstawowym piłkarzem i zaliczył występy w dwóch grupowych meczach: z Tunezją (2:0) oraz Japonią (0:1).
W 2004 roku Siemszow znalazł się w kadrze na Euro 2004 w Portugalii. Na tym turnieju był rezerwowym i zaliczył tylko drugą połowę wygranego 2:1 meczu z reprezentacją Grecji. Z kolei w 2008 roku na Euro 2008 wywalczył brązowy medal. Na tym turnieju był podstawowym zawodnikiem Rosji i wystąpił we wszystkich pięciu spotkaniach: z Hiszpanią (1:4), z Grecją (1:0), ze Szwecją (2:0), ćwierćfinale z Holandią (3:1) oraz półfinale z Hiszpanią (0:3).

### Bramki w reprezentacji
| #  | Data             | Miejsce                            | Przeciwnik | Bramka | Rezultat | Rozgrywki                         |
| -- | ---------------- | ---------------------------------- | ---------- | ------ | -------- | --------------------------------- |
| 1. | 12 sierpnia 2009 | Stadion Lokomotiwu, Moskwa, Rosja  | Argentyna  | 1:0    | 2:3      | Towarzyski                        |
| 2. | 9 września 2009  | Millennium Stadium, Cardiff, Walia | Walia      | 0:1    | 1:3      | Eliminacje Mistrzostw Świata 2010 |